# AKB-15
AKB-15とはスロベニアのアレックスディフェンスにて開発されたM70をベースとする近代化AK系統自動小銃である。

## 開発
2010年代半ばごろにM70を近代化するプロジェクトが発足し、2015年には最初の試作型が展示され2018年半ばから少数が先行生産されている。
試験用に100挺を注文をしたほか、コレクターや狩猟、娯楽用途としてフルオートと着剣機能を排除したモデルの販売を検討しているがまだ正式販売には至っておらず、ごく少数の先行量産モデルはスロベニア国内で売却された。

## 構成
AKB-15のAK系統と大きく違う点は分解方法で従来AK方式ではなくAR-15などに似たロアレシーバーとアッパーレシーバーの上下に分かれる分解方式になっている。この改良によりレシーバー上面が段差のない完全な一つにパーツで構成されるようになったため精度が改善されている。またこのロアレシーバーとアッパーレシーバーは機械加工されたアルミニウム製で優れた耐久性を持っている。
銃床は固定木製銃床からACRやSCARなどに似た折りたたみ、伸縮調整、チークパットの上下位置調整が可能な多機能銃床が取り付けられている。グリップはゴム製のものに変更され、セレクターには操作をよりしやすくする突起が設けてある。ハンドガードは冷却穴が多数開けられた上下左右の4面のピカティニーレールを備えており対応したグリップやフラッシュライトやレーザーなどのアタッチメントが取り付け可能である。銃身長は405mmの標準銃身とそれより若干短縮された銃身の2種類が存在する。